# V370 Возничего
V370 Возничего (лат. V370 Aurigae) — одиночная переменная звезда в созвездии Возничего на расстоянии (вычисленном из значения параллакса) приблизительно 10607 световых лет (около 3252 парсеков) от Солнца. Видимая звёздная величина звезды — от +17,9m до +15,7m.

## Характеристики
V370 Возничего — красная углеродная пульсирующая переменная звезда, мирида (M) спектрального класса C.